# USS LST-1069

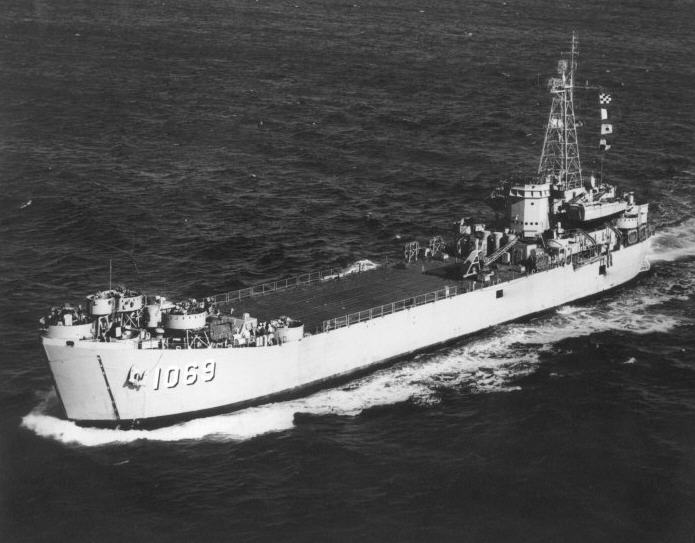

O USS LST-1069 foi um navio de guerra norte-americano da classe LST que operou durante a Segunda Guerra Mundial.